# Battaglia di Oshikibata
La battaglia di Oshikibata (折敷畑の戦い?, Oshikibata no tatakai) avvenne nel 1554 tra le forze di Miyagawa Fusanaga, leali a Sue Harukata, e quelle di Mōri Motonari. Fu il preludio della battaglia di Miyajima che decise le sorti della regione di Chūgoku durante la fine del periodo Sengoku.

## Antefatti
Quando Sue Harukata scacciò Ōuchi Yoshitaka dalla guida del clan Ōuchi, i clan Mōri erano ancora effettivamente dei servitori degli Ōuchi ma Motonari, dopo un iniziale riconoscimento di Harukata, decise di portare il clan ad una certa indipendenza. Nel 1553 Yoshimi Masayori della provincia di Iwami, cognato di Yoshitaka, iniziò una ribellione contro Harukata. Entrambi chiesero supporto a Motonari, il quale, dopo un tentennamento iniziale, si schierò con Masayori. Harukata pose quindi d'assedio il castello di Tsuwano, roccaforte del clan Yoshimi (noto anche come clan Yoriyuki), con una forza guidata da Miyagawa Fusanaga.

## La battaglia
Le forze Mōri invasero la provincia di Suō nel maggio 1554 vincendo alcune scaramucce con le forze di Sue che incontrarono. Il grosso delle forze Sue che stavano assediando con difficoltà Tsuwano, vennero richiamate, e una pace fu siglata con Yoshimi Masayori. I Mōri installarono la loro base al castello di Sakurao. Nel frattempo i 3 000 uomini guidati da Miyagawa Fusanaga si unirono ad altri 4 000 uomini che erano stati inviati da Harukata. I Mōri vennero a conoscenza dell'esatta posizione delle forze nemiche attraverso delle spie e il 14 settembre attaccarono improvvisamente durante la notte. Lo scontro proseguì anche il giorno seguente e le forze Miyagawa vennero accerchiate, riuscendo a ritirarsi solo dopo aver lasciato sul campo 750 morti.